# 月形町
月形町（日语：／ Tsukigata chō */?）為一個位於日本北海道空知綜合振興局中部的町，城鎮中心位於石狩川右岸，周邊散布著水田。當地以農業為主，生產稻米、切花、甜瓜、西瓜等作物。町名「月形」源自明治時期設於此的樺戶集治監的第一代典獄長月形潔的姓。

## 人口
| 月形町人口分布圖 |                                               |  |
| 月形町與日本全國年齡別人口分布比較圖 （2005年資料） | 月形町的年齡、男女別人口分布圖 （2005年資料） |  |
| ■紫色是月形町 ■綠色是全国 | ■藍色是男性 ■紅色是女性                       |  |
| 月形町人口變化 \| 1970年 \| 6,654人 \| \| \| 1975年 \| 5,947人 \| \| \| 1980年 \| 5,427人 \| \| \| 1985年 \| 5,879人 \| \| \| 1990年 \| 5,537人 \| \| \| 1995年 \| 5,310人 \| \| \| 2000年 \| 5,144人 \| \| \| 2005年 \| 4,785人 \| \| \| 2010年 \| 4,859人 \| \| \| 2015年 \| 4,577人 \| \| \| 2020年 \| 3,691人 \| \| |                                               |  |
| 資料來源：日本總務省統計中心提供之人口普查數據 |                                               |  |
| 1970年 | 6,654人                                       |  |
| 1975年 | 5,947人                                       |  |
| 1980年 | 5,427人                                       |  |
| 1985年 | 5,879人                                       |  |
| 1990年 | 5,537人                                       |  |
| 1995年 | 5,310人                                       |  |
| 2000年 | 5,144人                                       |  |
| 2005年 | 4,785人                                       |  |
| 2010年 | 4,859人                                       |  |
| 2015年 | 4,577人                                       |  |
| 2020年 | 3,691人                                       |  |

## 歷史
- 1881年： 設置樺戶集治監。[4]
- 1881年7月1日：設置月形村設置。
- 1899年：月形村從浦臼村（現在的浦臼町）分村。
- 1906年4月1日：成為北海道二級村。
- 1919年：廢除樺戶集治監。
- 1953年4月1日：改制為月形町。
- 1983年：設置月形刑務所。

## 交通

### 鐵路
- 北海道旅客鐵道
  - 札沼線：月岡車站 - 知來乙車站 - 石狩月形車站 - 豐岡車站 - 札比內車站 （2020年廢除）

|  |  |
|  |  |

### 道路
| 一般國道 - 國道275號（空知國道） 主要地方道 - 北海道道6號岩見澤月形線 - 北海道道11號月形厚田線 - 北海道道33號美唄月形線（町內路段與道道6號岩見澤月形線重複） | 道道 - 北海道道275號月形峰延線（町內路段與道道6號岩見澤月形線重複） - 北海道道376號石狩月形停車場線 - 北海道道1121號月形幌向線 |

### 巴士
- 北海道中央巴士：往岩見澤方向
- 新篠津村営巴士：往新篠津村、江別方向

## 觀光
| - 皆樂公園 - 月形樺戶博物館（舊北海道行刑資料館） | - 月形夏祭 - 月形雪慶典 |

## 教育

### 高等學校
- 道立月形高等學校 （页面存档备份，存于）

### 中學校
- 月形町立月形中學校

### 小學校
| - 月形町立月形小學校 | - 月形町立札比內小學校 |

## 姊妹市、友好都市

### 日本
- 月潟村（新潟縣西蒲原郡）：於1992年2月14日締結姊妹都市，後於2005年3月21日併入新潟市。

## 外部連結
- （日語）月形商工會
- （日語）月形町振興工會
- （日語）月形町圖書館 （页面存档备份，存于）